# 恩桑傑
恩桑傑是非洲東南部國家馬拉維的城鎮，由南部區負責管轄，位於該國南端希雷河畔，是該地區的經濟中心，鎮上以泥屋建築為主，2008年人口27,131，
16°55′00″S 35°16′00″E / 16.91667°S 35.26667°E